# Роэттир, Джон
Джон (Иоган, Жан, Ян) Роэттир (англ. John Roettiers, 4 июля 1631 — 1703) — голландский и английский медальер и резчик монетных штемпелей.

## Биография
Родился в Брюсселе или в Антверпене, в семье голландского ювелира, медальера и резчика монетных штемпелей Филиппа Роэттира.
Работал на монетном дворе Антверпена. С 1661 года работал на Лондонском монетном дворе. В 1670—1697 годах — главный гравёр монетного двора.
Создал штемпеля многих английских монет, а также многочисленные медали, в том числе: в честь реставрации Стюартов, в честь правления короля Карла II.
В 1658 году женился, из трёх его сыновей (Джон, Джеймс и Норбер) двое последних также стали медальерами.